# Rapid Re-Housing
Rapid Re-Housing [ˈræpɪd ˌriːˈhaʊziŋ] je relativně nový přístup v sociální politice, který pomáhá lidem bez domova a který se začal prosazovat v USA. Rapid Re-Housing, tak jak ho popisuje Národní aliance pro ukončování bezdomovectví v USA (National Alliance to End Homelessness), je podmnožinou přístupu Bydlení především (anglicky Housing First).
Mnoho programů Bydlení především pomáhá klientům získat příspěvky na nájemné a udržet bydlení dlouhodobě. Programy Rapid Re-Housing namísto toho pomáhají klientům po kratší čas hlavně s překonáním problému platit nájem a jejich intervence končí ve chvíli, kdy se klienta podaří v domácnosti finančně stabilizovat. Stejně jako u přístupu Bydlení především se Rapid Re-Housing snaží pomoci klientovi rychle získat bydlení a zvýšit jeho schopnost si toto bydlení udržet.

## Složky
Klíčové složky Rapid Re-Housing jsou:
- nalezení bydlení
- pomoc s nastěhováním a placením nájmu
- case management
- doprovodné služby založené na principech Bydlení především.

Bydlení především cílí na lidi, kteří jsou dlouhodobě bez domova, mládež i rodiny s dětmi, tedy lidi s vysokou mírou potřeb doprovodných služeb (pomoc se závislostí, právní a dluhové poradenství, zdravotní intervence, psychiatrická péče ad). Rapid Re-Housing ale cílí spíše na lidi, kteří mají takové potřeby jen střední nebo nízké. Bydlení především je tak flexibilnější a lépe reaguje na složitost komplexních lidských potřeb v širší cílové skupině.

## Obecné principy a rozdíl mezi Rapid Re-Housing a Bydlení především
Podobně jako Bydlení především se i Rapid Re-Housing zaměřuje na zkrácení času, který lidé z prožijí bez domova, tím, že je co nejrychleji zabydlí. Tradiční přístup po nich obvykle požaduje nástup do programu, kde se mají připravit na bydlení. Po zdárném zakončení tohoto programu jim je poskytnuta pomoc při stěhování do trvalého bydlení. V některých lokalitách se dokonce tyto programy realizují přímo v ubytovnách pro lidi bez domova namísto v přechodném bydlení s parametry standardního bytu.
Rapid Re-Housing se opírá o přístup založený na důkazech, který naznačuje, že lepších výsledků dosahují jednotlivci i rodiny, které stráví více času v trvalém bydlení. Rapid Re-Housing se tak snaží pomoci lidem získat trvalé bydlení namísto nabízení programů, které by je na samostatné bydlení připravovaly.
Podle americké Národní aliance pro ukončování bezdomovectví (National Aliance to End Homelessness) je Rapid Re-Housing podmnožinou přístupu Bydlení především s tím, že pomáhá klientům zvýšit kvalitu jejich života a jejich sociální i ekonomickou situaci. Podle odborníků na tuto problematiku je třeba klientům pomáhat v přirozeném prostředí jejich vlastního domova a takto realizovaná pomoc se jeví jako nejúspěšnější.
Rapid Re-Housing se liší od Bydlení především především tím, že poskytuje podporu v kratším horizontu (3–6 měsíců). Podobně jakou Bydlení především ale cílí na zkrácení doby, kdy jsou lidé bez domova na ulici a na zvýšení jejich schopností bydlení si dlouhodobě udržet.
Bydlení především naproti tomu plánuje podporu klientů v horizontu roku až roku a půl (někdy dokonce neomezeně) a pracuje dlouhodobě s klientelou, která má velkou míru komplexních potřeb a vyžaduje vyšší míru podpory ze strany sociálních služeb.
V USA může být Bydlení především realizován v rozptýlených bytech nebo i ve společném bydlení. Rapid Re-Housing je naproti tomu realizován výlučně v rozptýlených bytech.
U Bydlení především se využívá case management, asertivní sociální práce a další strategie na základě individuálních potřeb klientů a jejich dětí. V Rapid Re-Housingu se naproti tomu pracuje s klienty individuálně a s nižší mírou zapojení podpůrných sítí.

## Míra podpory a potřeb v programech Rapid Re-Housing
Následující tabulka ukazuje pět různých úrovní podpory klienta v programech Rapid Re-Housing podle míry potřeb a omezení v přístupu k bydlení na straně klienta.
| Úroveň podpory | Způsoby intervence | Překážky k získání bytu | Překážky k udržení bydlení |
| Úroveň 1       | Finanční pomoc, pomoc se sháněním bytu, pomoc s placením prvních nájmů, kontrola v bytě po nastěhování. | Bez kriminální minulosti, doložení předchozí platby nájmů, dobrá platební morálka a jen občasné zpoždění plateb.                                                                          | Velmi nízký příjem, bez úspor, nestálé zaměstnání, nízká finanční gramotnost, úzkost a deprese, předchozí život v bezdomoví, může mít problémy se sebepéčí a s hygienou.                                                                                       |
| Úroveň 2       | Finanční pomoc, pomoc se sháněním bytu včetně zaplacení dopravy, časově ohraničená pomoc s placením nájmu, kontrola v bytě každý týden, návštěvy bez ohlášení, podpora až 6 měsíců, dostupnost programu pro majitele bytu až na 6 měsíců (stížnosti, spolupráce), program může platit v bytě škody a opravy. | Jen malá kriminální historie jako např. řízení pod vlivem návykových látek, omezený počet předchozích nájmů, 1–2 vystěhování, která lze vysvětlit. doložitelní platby u zpožděných nájmů. | Velmi nízký příjem, bez úspor, nízká finanční gramotnost, problémy s duševním onemocněním nebo užíváním drog, které mají vliv na život v nájmu, nestálé zaměstnání, úzkost a deprese, předchozí život v bezdomoví, může mít problémy se sebepéčí a s hygienou. |
| Úroveň 3       | Finanční pomoc, Pomoc se sháněním bytu včetně zaplacení dopravy, Časově ohraničená pomoc s placením nájmu, Kontrola v bytě každý týden, Návštěvy bez ohlášení, Podpora až 9 měsíců, Dostupnost programu pro majitele bytu až na 9 měsíců (stížnosti, spolupráce), Program může platit v bytě škody a opravy. | Kriminální historie bez závažných zločinů za přítomnosti drog, až tři vystěhování z bytu, opožděné platby nájmů v minulosti, obstavené účty a soudy kvůli dluhům.                         | Velmi nízký příjem, bez úspor, nízká finanční gramotnost, problémy s duševním onemocněním nebo užíváním drog, které mají vliv na život v nájmu, může mít problémy pečovat o byt, v domácnosti může být přítomné domácí násilí.                                 |
| Úroveň 4       | Finanční pomoc, pomoc se sháněním bytu včetně zaplacení dopravy a s podporou sociálního pracovníka, časově ohraničená pomoc s placením nájmu, kontrola v bytě každý týden, návštěvy bez ohlášení, podpora až 12 měsíců, dostupnost programu pro majitele bytu až na 12 měsíců (stížnosti, spolupráce), program může platit v bytě škody a opravy, návštěvy v bytě za přítomnosti majitele každý měsíc, program dává majiteli kauci na placení škod před nastěhováním klienta. | Kriminální minulost může zahrnovat zločiny pod vlivem drog proti osobám či majetku, v minulosti až 5 vystěhování, soudy kvůli dluhům a obstavené účty.                                    | Extrémně nízký příjem, bez příjmu, bez účtu, opakovaná období bez zaměstnání, nízká finanční gramotnost, dlouhodobá zkušenost s bezdomovím, může mít problémy pečovat o byt, v domácnosti může být přítomné domácí násilí.                                     |
| Úroveň 5       | Potřebuje zkušené sociální pracovníky, zvažuje se převedení do programů Bydlení především. | Rozsáhlá kriminální minulost, vícenásobné vystěhování, škody v předchozích bytech, stížnosti od sousedů, soudy kvůli dluhům a neplacení nájmů, obstavené účty.                            | Neschopen starat se o byt, nezvládá kontrolovat své chování, vážné problémy s duševním onemocněním nebo závislostí, chronické bezdomovectví. |

## Rapid Re-Housing v českém kontextu
V dubnu 2016 se v Brně rozjel dvouletý pilotní program Rapid Re-Housing, který však svým názvem neodpovídá výše zmíněnému popisu Rapid Re-Housing tak, jak je praktikováno v USA. V rámci tohoto projektu bylo zabydleno v sociálních bytech města a městských částí 50 rodin. Těmto rodinám byla poskytována intenzivní sociální podpora nevládní organizací IQ Roma Servis za metodického vedení holandskou neziskovou organizací HVO Querido Discus, která pracuje s lidmi bez domova přístupem Bydlení především v Amsterdamu. Míra udržení bydlení po jednom roce od zabydlení dosáhla 96 % (48 rodin z 50), což překonalo předpoklad ze začátku projektu, který byl 80 %. I po druhém roce spolupráce zabydlených rodin se sociální službou podařilo udržet bydlení více než 80 % nájemníků. Program v roce 2018 získal mezinárodní cenu za sociální inovace SozialMarie.